# Lindsayskjeret
Lindsayskjeret ist ein Felsenriff vor der Ostseite der Bouvetinsel im Südatlantik. Es liegt 400 m nordnordöstlich von Kap Meteor.
Die erste Kartierung nahmen 1898 Teilnehmer der Valdivia-Expedition (1898–1899) unter der Leitung des deutschen Zoologen Carl Chun vor. Eine weitere Kartierung erfolgte im Dezember 1927 bei der Forschungsfahrt der Norvegia unter Kapitän Harald Horntvedt (1879–1946). Hornvedt benannte das Riff nach dem britischen Walfänger James Lindsay, der gemeinsam mit seinem Pendant Thomas Hopper die Bouvetinsel am 6. Oktober 1808 wiederentdeckt hatte.